# كينيث فووت
كينيث فووت (بالإنجليزية: Kenneth Foote)‏ هو مجدف أمريكي، ولد في 2 أغسطس 1948 في بالتيمور في الولايات المتحدة.

## وصلات خارجية
- كينيث فووت على موقع الاتحاد الدولي للتجديف (الإنجليزية)
- كينيث فووت على موقع أوليمبيديا (الإنجليزية)